# 薩利岩
62°42′08.8″S 60°25′45.7″W / 62.702444°S 60.429361°W
薩利岩是南極洲的岩石，位於南設得蘭群島的利文斯頓島，是赫德半島西岸對開海域，處於薩爾斯堡海崖以南1.78公里、米耶斯崖以北2.04公里和漢娜角東南面10.82公里。

## 外部連結
- SCAR Composite Antarctic Gazetteer（页面存档备份，存于）.